# 長谷晴久
長谷 晴久（はせ はるひさ、1970年7月4日 - ）は、日本のオートレース選手。静岡県浜松市中区出身。23期、浜松オートレース場所属していた。幼少の頃は、長年持病を患い病弱であった。静岡県立浜松商業高等学校時代は、野球部に所属し、高校野球甲子園1988年夏の大会は、ブルペン投手として出場していた。